# Keenan Forson
Keenan Appiah-Forson (Greenwich, 16 de octubre de 2001) es un futbolista británico que juega en la demarcación de centrocampista en el Southend United F. C. de la National League.

## Biografía
Tras formarse como futbolista en las categorías inferiores del West Ham United F. C., finalmente el 9 de diciembre de 2021 debutó contra el GNK Dinamo Zagreb en la Europa League. El encuentro finalizó con un resultado de 0-1 a favor del conjunto croata tras el gol de Mislav Oršić.

## Estadísticas

### Clubes
Actualizado al último partido disputado el 1 de junio de 2025.
| Club                                  | Div.          | Temporada     | Liga  | Liga  | Copas nacionales | Copas nacionales | Copas internacionales | Copas internacionales | Total | Total |
| Club                                  | Div.          | Temporada     | Part. | Goles | Part.            | Goles            | Part.                 | Goles                 | Part. | Goles |
| ------------------------------------- | ------------- | ------------- | ----- | ----- | ---------------- | ---------------- | --------------------- | --------------------- | ----- | ----- |
| West Ham United F. C. Inglaterra      | 1.ª           | 2021-22       | 0     | 0     | 0                | 0                | 1                     | 0                     | 1     | 0     |
| West Ham United F. C. Inglaterra      | 1.ª           | 2022-23       | 0     | 0     | 0                | 0                | 1                     | 0                     | 1     | 0     |
| West Ham United F. C. Inglaterra      | Total club    | Total club    | 0     | 0     | 0                | 0                | 2                     | 0                     | 2     | 0     |
| Dagenham & Redbridge F. C. Inglaterra | 5.ª           | 2023-24       | 27    | 1     | 0                | 0                | 0                     | 0                     | 27    | 1     |
| Dagenham & Redbridge F. C. Inglaterra | Total club    | Total club    | 27    | 1     | 0                | 0                | 0                     | 0                     | 27    | 1     |
| Southend United F. C. Inglaterra      | 5.ª           | 2024-25       | 39    | 2     | 1                | 0                | 0                     | 0                     | 40    | 2     |
| Southend United F. C. Inglaterra      | Total club    | Total club    | 39    | 2     | 1                | 0                | 0                     | 0                     | 40    | 2     |
| Total carrera                         | Total carrera | Total carrera | 66    | 3     | 1                | 0                | 2                     | 0                     | 69    | 3     |